# Krasnodubie
Krasnodubie (ukr. Краснодуб'я, Krasnodubja) – wieś na Ukrainie, w obwodzie wołyńskim, w rejonie kowelskim. W 2001 roku liczyła 17 mieszkańców.